# باتريك باور (سياسي)
باتريك باور (بالإنجليزية: Patrick Power)‏ هو تاجر وسياسي كندي وأيرلندي، ولد في 17 مارس 1815 في جمهورية أيرلندا، وتوفي في 23 فبراير 1881 في كندا. حزبياً، نشط في الحزب الليبرالي الكندي وAnti-Confederation Party ‏. وقد انتخب عضو مجلس بلدية ‏ History of Halifax, Nova Scotia ‏ (1851 – 1854) وانتخب عضو مجلس العموم الكندي عن دائرة هاليفاكس ‏ (22 يناير 1874 – 16 سبتمبر 1878) وانتخب عضو مجلس العموم الكندي عن دائرة هاليفاكس ‏ (20 سبتمبر 1867 – 11 أكتوبر 1872).